# Кук, Майкен
Майкен Кук, Кукке (нидерл. Mayken Coecke), или Марикен Кук (нидерл. Maryken Cocks; ок. 1545, Брюссель — 1578, там же), в замужестве Мария Брейгель — жена Питера Брейгеля Старшего, мать Питера Брейгеля Младшего и Яна Брейгеля Старшего.

## Биография
Майкен Кук родилась около 1545 года. Её родителями были художники Питер Кук ван Алст и его вторая жена Майкен Верхюлст. Предполагается, что сама Майкен тоже была художницей.
В церковных книгах брюссельской церкви Нотр-Дам-де-ла-Шапель сохранилась запись за 1563 год, регистрирующая брак Питера Брейгеля и Марикен Кук. Согласно Карелу ван Мандеру, Брейгель учился живописи у её отца, «с которым потом и породнился, женившись на его дочери, которую он в детстве, живя у Питера Кука, часто носил на руках».
Когда Брейгель сделал предложение Марии, ей было 18 лет. Тот же ван Мандер пишет, что мать девушки поставила условие: будущий зять, живший в то время в Антверпене, должен был переселиться в Брюссель, где жили сами Майкен Верхюлст с дочерью. Он рассказывает, что в Антверпене Брейгель был в близких отношениях со своей служанкой и даже собирался на ней жениться, но впоследствии разорвал брачный контракт. Согласно ван Мандеру, одной из причин, по которой будущая тёща художника настояла на его отъезде из Антверпена, было её желание, чтобы он более не виделся с этой девушкой.

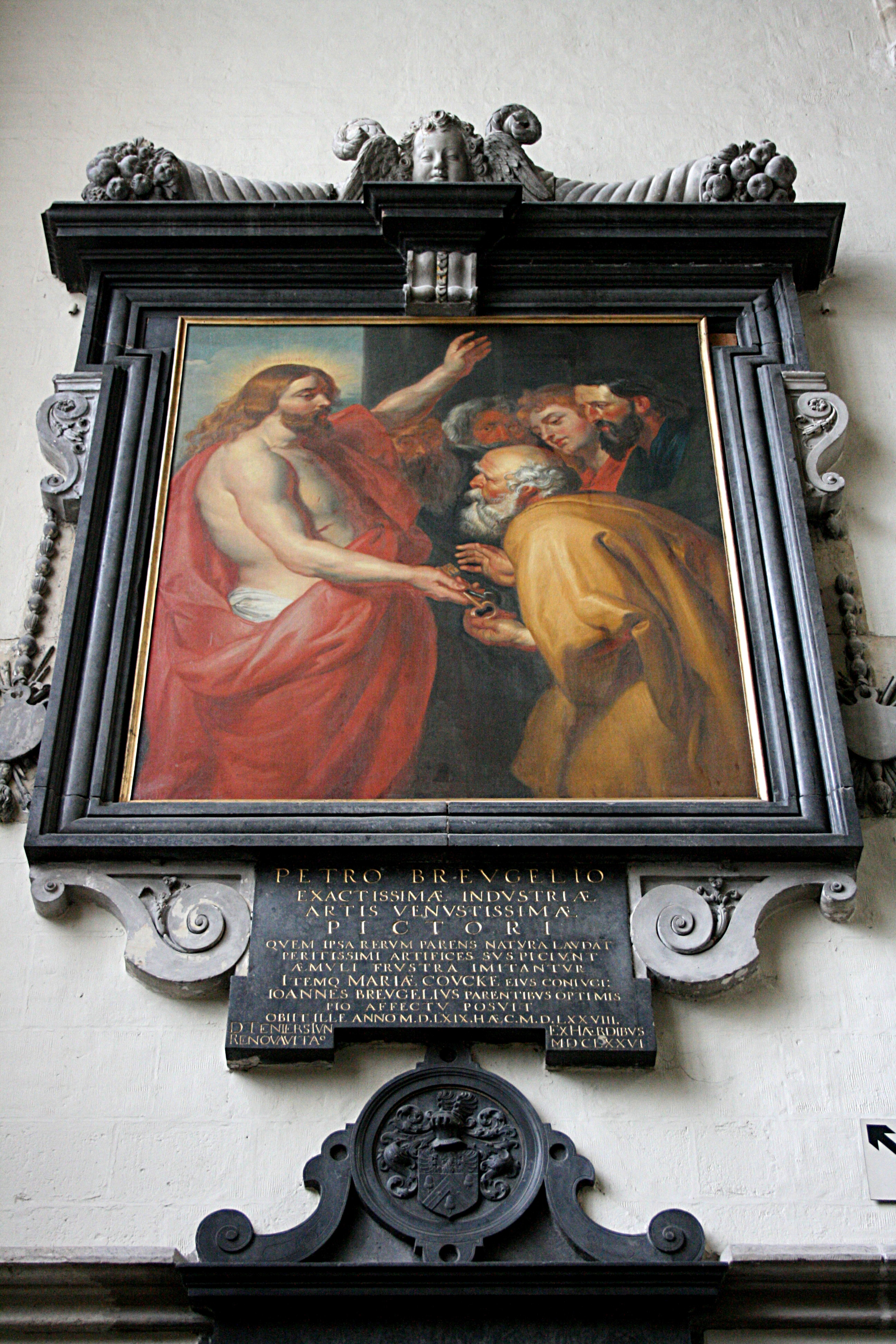
Памятная доска Питеру Брейгелю и Майкен Кук в церкви Нотр-Дам-де-ла-Шапель

Супруги поселились в Брюсселе. По адресу улица От (фр. rue Haute, нидерл. Hogstraat), 132, находится дом, традиционно считающийся «домом Брейгеля». Принято считать, что именно в нём жила чета Брейгель, хотя современными исследованиями это не подтверждается. У Марии родилось двое сыновей, Питер и Ян, впоследствии ставшие известными художниками, и дочь Мария (Майкен). Биографы Питера Брейгеля Старшего и исследователи его творчества предполагают, что, по всей видимости, семейная жизнь художника была счастливой.
5 сентября 1569 года Питер Брейгель Старший умер. В возрасте 25 лет Мария овдовела и осталась с тремя младенцами на руках. Ван Мандер упоминает, что художник завещал жене одну из своих лучших картин, написанных незадолго до смерти, — «Сорока на виселице». Перед смертью он также велел ей сжечь некоторые его рисунки, опасаясь, что их могут счесть крамольными и это повредит семье.
Сама Мария умерла в 1578 году и была похоронена рядом с мужем в капелле церкви Нотр-Дам-де-ла-Шапель (той же, где они венчались). Ян Брейгель поместил на могиле родителей эпитафию на латыни, в которой сообщает, что, «побуждаемый благочестивыми чувствами», решил воздвигнуть памятник «своим прекрасным родителям». Над памятной доской находилась картина «Христос передаёт ключи Святому Петру», выполненная Рубенсом по просьбе Яна Брейгеля. В настоящее время она заменена копией; оригинал находится в Берлинской картинной галерее.
После смерти Марии её детей растила и воспитывала бабушка, Майкен Верхюлст. По всей видимости, она же стала их наставницей в искусстве, обучив их различным техникам рисунка и живописи.